# Березняки (Сергиево-Посадский городской округ)
Березняки — деревня в Сергиево-Посадском городском округе Московской области.

## Население
| 1859 | 1895 | 1905 | 1926 | 2002  | 2006  | 2010  |
| ---- | ---- | ---- | ---- | ----- | ----- | ----- |
| 218  | ↗239 | ↘233 | ↗274 | ↗2555 | ↗2590 | ↘2405 |

## География
Деревня Березняки расположена на севере Московской области, в юго-восточной части Сергиево-Посадского района, на пересечении Ярославского шоссе М8 с Московским большим кольцом А108, примерно в 60 км к северу от Московской кольцевой автодороги и 8 км к северо-востоку от станции Сергиев Посад Ярославского направления Московской железной дороги.
В 31 км юго-западнее деревни проходит Московское малое кольцо А107, в 2,5 км к юго-востоку — озеро Торбеевское на реке Вондиге бассейна Клязьмы. Ближайшие сельские населённые пункты — посёлок НИИРП, деревни Козицино, Смена и Топорково.
Связана автобусным сообщением с городом Сергиевым Посадом. К деревне приписано пять садоводческих товариществ (СНТ).

## История
В «Списке населённых мест» 1862 года — казённая деревня 2-го стана Александровского уезда Владимирской губернии по правую сторону Ярославского шоссе от границы Дмитровского уезда к Переяславскому, в 30 верстах от уездного города и 36 верстах от становой квартиры, при прудах, с 34 дворами и 218 жителями (97 мужчин, 121 женщина).
По данным на 1895 год — деревня Рогачёвской волости Александровского уезда с 239 жителями (99 мужчин, 140 женщин). Основным промыслом населения являлось хлебопашество, в зимнее время женщины и подростки занимались размоткой шёлка и клеением гильз, 28 человек уезжали в качестве фабричных рабочих и чернорабочих на отхожий промысел в Москву и Сергиевский посад.
По материалам Всесоюзной переписи населения 1926 года — деревня Дубининского сельсовета Рогачёвской волости Сергиевского уезда Московской губернии в 4,3 км от Ярославского шоссе и 9,6 км от станции Сергиево Северной железной дороги; проживало 274 человека (128 мужчин, 146 женщин), насчитывалось 48 хозяйств (47 крестьянских).
С 1929 года — населённый пункт Московской области в составе:
- Козицинского сельсовета Сергиевского района (1929—1930)[15],
- Козицинского сельсовета Загорского района (1930—1939)[16],
- Березняковского сельсовета Загорского района (1939—1963, 1965—1991)[17][18][19],
- Березняковского сельсовета Мытищинского укрупнённого сельского района (1963—1965)[18],
- Березняковского сельсовета Сергиево-Посадского района (1991—1994)[19],
- Березняковского сельского округа Сергиево-Посадского района (1994—2006)[20],
- сельского поселения Березняковское Сергиево-Посадского района (2006 — н. в.)[21][22].